# Archipiélago de los Chonos
El archipiélago de los Chonos es un archipiélago situado en el océano Pacífico en la región austral de Chile, al sur del archipiélago de las Guaitecas. Se extiende de N-S por alrededor de 120 millas (193,1 km) con un ancho medio E-W de unas 30 millas (48,3 km) a 40 millas (64,4 km).
Está conformado por más de mil islas, grandes y pequeñas, separadas del continente por su lado oriental por los canales Moraleda y Costa. Este conjunto de islas forma varios canales longitudinales y transversales.
Administrativamente sus islas pertenecen a la Provincia de Aysén de la Región de Aysén del General Carlos Ibáñez del Campo.
Desde hace aproximadamente 6000 años sus costas fueron habitadas por indígenas canoeros, antecesores del pueblo chono. A fines del siglo XVIII este pueblo había desaparecido.

## Ubicación
Situado al sur de la islas Guaitecas se prolonga hasta la costa norte de la península de Taitao. Se extiende de N. a S.  aproximadamente 120 millas náuticas (222,2 km) con un ancho medio de 40 millas (64,4 km).
Sus límites son:
- Norte: El canal Tuamapu y el paso del Chacao que lo separan del archipiélago de las Guaitecas.
- Este: Los canales Moraleda y Costa lo separan de la costa continental.
- Sur: La bahía Anna Pink, la boca Wickham y los canales Pulluche y Chacabuco lo separan de la costa norte de la península de Taitao.
- Oeste: El océano Pacífico.

Constituido por más de mil islas de distintos tamaños y formas. Está atravesado de W. a E. por numerosos canales que unen el océano Pacífico con los canales Moraleda y Costa.

## Geología y orografía
Formado por más de un millar de islas. Las más próximas al océano son en general áridas y desnudas por estar expuestas a los vientos dominantes del oeste, parecen elevarse bruscamente desde la superficie del mar. Las islas del interior están cubiertas de un bosque abundante y sano que va desde la orilla del mar hasta la cumbre de los cerros alzándose algunos hasta más de 1600 metros.
Atravesado de W. a E, por numerosos canales que comunican el océano Pacífico con los canales Moraleda y Costa. Los principales son: Tuamapu, Ninualac, Darwin, Pulluche y Chacabuco. Existen numerosas bahías y surgideros.

## Climatología
El clima es duro pero sano. Durante casi todo el año dominan los vientos del NW y W. En invierno son frecuentes las tempestades y la lluvia. Durante el otoño y el invierno hay mucha bruma que dificulta la navegación. En el verano hay días, semanas, de intenso calor que seca muchos riachuelos.

## Oceanografía
No se encuentran casi nunca bajos fondos de arena o fango. Las rocas a flor de agua o medio sumergidas constituyen el peligro principal y están señalizadas por sargazos que a veces la corriente los oculta bajo el agua. 
La marea es bastante regular, su amplitud no sobrepasa los 3 metros. En los canales transversales la corriente de flujo tira hacia el E. y la vaciante hacia el W. En los canales longitudinales el flujo tira generalmente hacia el N. y la vaciante hacia el S. 
La intensidad de las corrientes de marea es de 2 a 3 nudos, en los pasos y canales  estrechos es un poco mayor.

## Flora y fauna
Las isla están cubiertas de una ligera capa de tierra vegetal cubiertas de árboles entre los que se distinguen el ciprés. Hay abundantes peces, mariscos, focas y aves marinas.

## Economía
Las islas no están permanentemente habitadas, son frecuentadas en verano por una población flotante de madereros y pescadores. Entre esta población se puede encontrar buenos patrones de goletas y embarcaciones menores que pueden desempeñarse como prácticos locales.

## Historia
Desde hace aproximadamente 6.000 años sus costas fueron habitadas por indígenas canoeros, antecesores del pueblo chono. A fines del siglo XVIII este pueblo había desaparecido.

## Descripción sector norte

### Canal Tuamapu
Mapa del canal
Se forma entre el lado sur de las islas Gran Guaiteca y Betecoi, y la costa norte del archipiélago de los Chonos. Une el canal Moraleda mediante el paso del Chacao y otros pasos con el océano Pacífico.
Corre aproximadamente 30 millas (48,3 km) en dirección ESE-WNW, su ancho es considerable en casi todo su recorrido, en algunos tramos tiene aproximadamente unas 5 millas (8 km). En la zona que se une al canal Moraleda este ancho se convierte en pequeños pasos de los cuales el más conocido es el paso del Chacao. La derrota por el paso del Chacao es recomendable solo para buques pequeños.

### Paso del Chacao
Mapa del paso
Ubicado entre el extremo sur de las islas Leucayec y Sánchez y la costa norte de las islas Verdugo y Serrano. La sonda mínima es de 50 metros. Es una ruta apropiada para naves pequeñas que desean recalar en Melinka y se encuentran con marejada en el canal Moraleda.

### Isla Tuamapu
Mapa de la isla
Situada en el lado sur de la entrada oeste del canal Tuamapu. Mide 4,75 millas náuticas (8,8 km) en dirección E-W por 1 milla náutica (1,9 km) en sentido N-S. Alta y escarpada, con roqueríos en su alrededor, especialmente su lado oeste. Cubierta de bosques hasta la orilla. 1 milla (1,6 km) al este del su extremo NW hay una roca en la que la mar rompe continuamente.

### Isla Forsyth
Mapa de la isla
Localizada 12 millas náuticas (22,2 km) al sur de la isla Tuamapu en el sector NW del archipiélago de los Chonos. Mide 8 millas náuticas (14,8 km) en sentido NW-SE por 4,5 millas náuticas (8,3 km) de mayor ancho a través. De altura mediana; en su parte oriental hay un cerro de 396 metros de alto.

### Isla Level
Mapa de la isla
Ubicada en la entrada oceánica, lado norte del canal King. Mide 15 millas náuticas (27,8 km) en dirección general E-W por 8 millas náuticas (14,8 km) de través. Al SE se encuentra la isla Izaza separadas por un paso muy estrecho.

### Isla Izaza
Mapa de la isla
Emplazada inmediatamente al sur de la isla Level en el lado norte de la entrada oeste del canal King. Mide 11 millas náuticas (20,4 km) en dirección E-W por 5 millas náuticas (9,3 km) de través.

### Canal Chaffers
Mapa del canal
Fluye entre las islas May, Forsyth, Level e Izaza por su ribera oeste y las islas Téllez, Bolados y Tahuenahuec por el lado este. Es un canal longitudinal que mide 19 millas náuticas (35,2 km) de N-S con un ancho que varía entre 0,5 millas náuticas (0,9 km) y 2 millas náuticas (3,7 km). Según el Derrotero de 1981 aún no ha sido levantado.

### Canal Alanta
Mapa del canal
Corre entre las islas Goicolea y Chaffers, luego entre las islas Bustos, Tellez y Bolados por el lado oeste y por las islas Chaffers y Rojas por el este. Su extremo sur se une al canal Simpson. Mide 19 millas náuticas (35,2 km) en dirección N-S por 0,5 millas náuticas (0,9 km) de ancho mínimo. Según el Derrotero de 1981 aun no ha sido levantado.

### Isla Chaffers
Mapa de la isla
Ubicada en la parte norte del archipiélago, sus coordenadas según el Derrotero son 44°14′S 73°57′O / -44.233, -73.950. Tiene unas 10 millas (16,1 km) en su eje N-S y 10 millas (16,1 km) en el eje E-W. Es de forma muy irregular. En su costa noroeste tiene un seno muy profundo.
Está rodeada por sus lados norte, este y sur por canales aún sin nombre. Por el lado oeste corren las aguas del canal Alanta que la separan de las islas Goicolea, Téllez y Bolados.
En su parte NW se alza al monte Mayne de 624 metros de altura y en su parte oriental otro sin nombre de 670 metros.

### Canal Simpson
Mapa del canal
Corre 11 millas náuticas (20,4 km) entre el lado sur de la isla Johnson y el lado norte de la isla Level. Su lado occidental está totalmente obstruido por islotes y rocas. Continúa por otras 14 millas náuticas (25,9 km) hacia el ESE entre las islas Bolados y Rojas por el norte y la isla Tahuenahuec por el sur. Su largo total es de 25 millas náuticas (46,3 km). Según el Derrotero de 1981 aun no ha sido levantado.

### Canal Baeza
Mapa del canal
Corre entre la isla Jéchica por el lado norte y las islas Matilde, Marta y Mercedes por el sur. Es la continuación hacia el este del canal Simpson. Es recto, ancho y profundo. Tiene 12 millas náuticas (22,2 km) de largo.

### Isla García
Mapa de la isla
Situada según el Derrotero en 44°16′S 73°42′O / -44.267, -73.700. Queda en el lado occidental del canal Moraleda. Es de forma triangular, mide 5 millas náuticas (9,3 km) en su base y 4 millas náuticas (7,4 km) de altura. En su lado oeste tiene una cumbre de 295 metros de alto. Separada de las islas Verdugo y Serrano por el canal Pihuel.

### Puerto Nassau
Mapa del puerto
Se forma entre la punta SE de la isla Francisco y el lado oeste de la isla Nassau. Su profundidad varía entre 10 y 36 metros con fondo de arena, conchuela y piedra.

### Islas Los Quincheles
Mapa de las islas
Situadas según el Derrotero en 44°17′S 73°30′O / -44.283, -73.500. Son un numeroso grupo de islas e islotes que se extiende por 6 millas náuticas (11,1 km) en dirección NW-SE por 3 millas náuticas (5,6 km) de ancho. Las islas son altas, escarpadas y acantiladas. En su extremo SE se encuentra la isla El Gorro que tiene un faro automático.

## Descripción sector del medio

### Canal King
Mapa del canal
Corre entre las islas Izaza, Level y Tahuenahuec por el norte y las islas Ipún , Stokes, Benjamín y Gertrudis por el sur. Une el canal Pérez Sur con el océano Pacífico. Su entrada oceánica se encuentra en coordenadas 44°32′S 74°40′O / -44.533, -74.667.
Es un canal transversal de casi 33 millas (53,1 km) de largo, limpio y profundo. En la ribera surweste sobre la isla Benjamín se encuentra puerto Róbalo.

### Isla Guamblín
Mapa de la isla
Es la más occidental del archipiélago de los Chonos; sus coordenadas son 44°52′S 75°05′O / -44.867, -75.083. Mide 10 millas (16,1 km) de N-S por 5 millas (8 km) en sentido E-W. Las aguas del océano Pacífico la rodean por sus cuatro costados. La isla limita el lado oeste de la gran bahía Adventure.
Tiene una cerro de 218 metros de altura y otro de 110 metros. Su relieve está formado por colinas y mesetas que tienen abundante vegetación.
Las costas norte y occidental tienen muchos barrancos. La costa oriental también es barrancosa y en ella se forman algunos surgideros, tales como el Surgidero del Este y el Surgidero Pinto y en su costa SE la caleta Rompientes.
Ésta es identificada por el Anuario Hidrográfico de la Marina de Chile (VI, 1880, p. 460) como la Isla Nuestra Señora del Socorro, bautizada así por el comandante de la San Sebastián, Francisco Cortés Ojea, durante la expedición de Juan Ladrillero de los años 1557 y 1558. El propio Ladrillero la describió diciendo que "la (isla) de más de fuera (respecto a la isla Ipún) es poblada, llana, i tendrá cuatro leguas de contorno".

### Isla Ipún
Mapa de la isla
Se encuentra en la parte occidental del archipiélago de los Chonos, al norte de la gran bahía Adventure y rodeada por las aguas del océano Pacífico. Sus coordenadas de referencia son 44°37′S 74°46′O / -44.617, -74.767. Tiene 8 millas (12,9 km) en su eje más largo por unas 4 millas (6,4 km) en el eje a 90°.
Difiere bastante de las islas cercanas, pues es baja, plana y fértil. En ella se encuentran algunas legumbres silvestres. En su costa oriental se forma el puerto Scotchwell que sirve como refugio y fondeadero de emergencia para naves menores.

### Bahía Adventure
Mapa de la bahía
Se abre al sur de la isla Ipún, entre las islas Stokes, Rowlett y Lemu y la isla Guamblín por su lado oeste. En su lado sureste comienza el canal Ninualac.

### Isla Stokes
Mapa de la isla
Se encuentra en la parte occidental del archipiélago de los Chonos, al sur de la isla Ipún y en el lado norte de la bahía Adventure. Es de porte mediano y de forma rectangular, mide 10 millas (16,1 km) en el eje E-W y 4,3 millas (6,9 km) en el eje N-S. Sus coordenadas son 44°40′S 74°28′O / -44.667, -74.467.
Por su lado este se encuentra el canal Memory que la separa de la isla Benjamín. Por el lado norte tiene las aguas del océano Pacífico y por sus lados sur y oeste canales sin nombre que la separan de las islas Rowlett e Ipún.
En su parte SE se encuentra el monte Philip de 829 metros de alto. En la costa este se forma la caleta Parmenio que puede servir como fondeadero de emergencia para naves de porte reducido.

### Isla Rowlett
Mapa de la isla
Emplazada al SE de la isla Stokes. Mide 11 millas náuticas (20,4 km) en dirección NW-SE por 3,5 millas náuticas (6,5 km) a 90°. Sus costas son escarpadas y sucias.

### Isla James
Mapa de la isla
Es de gran tamaño y ubicada en la parte central del archipiélago de los Chonos. Tiene forma triangular y mide 21 millas (33,8 km) en su eje E-W y 9 millas (14,5 km) en el eje N-S. Sus coordenadas de referencia son 44°57′S 74°10′O / -44.950, -74.167.
Está rodeada por los canales Goñi por el norte y oeste, Ciriaco por el este y Ninualac por el sur. En la parte occidental se elevan los picos Sulivan de 1.290 metros el más alto y en el lado norte hay un cerro de 701 metros de altura. En la costa sur, que da al canal Ninualac, se abren puerto Concha y el estero Cisnes.

### Isla Benjamín
Mapa de la isla
Situada al sur de las islas Izaza y Tahuenahuec. Tiene forma de trapecio, mide 23 millas (37,0 km) en su eje E-W y 7 millas (11,3 km) en el eje N-S. Sus coordenadas de referencia son 44°40′S 74°07′O / -44.667, -74.117. Tiene una superficie de 618 km² que la convierten en la 22ª isla de mayor tamaño de Chile. 
Por su lado norte corren las aguas del canal King, por el este las del canal Pérez Sur, por el sur las del canal Bynon y por el oeste las del canal Memory.
La isla es montañosa. En su parte norte hay un grupo de 3 cumbres de 731, 752 y 792 metros de altura. En su lado oriental hay una cumbre de 923 metros de alto y en la parte central hay una cadena montañosa con cumbres de 752, 883 y 487 metros.
Sus costas son escarpadas, en su ribera NW se forma el puerto Róbalo. En la costa oeste se forman dos senos, el de más al sur tiene 11 millas (17,7 km) de saco. En la costa SE hay otro estero de tan solo 3 millas (4,8 km) de largo.

### Canal Bynon
Mapa del canal
Fluye entre la costa sur de la isla Benjamín y la costa norte de las islas Jorge y Jesús. Su largo en dirección ENE-WSW es de 17 millas náuticas (31,5 km). Según el Derrotero de 1981 aun no ha sido sondado.

### Canal Goñi
Mapa del canal
Se desliza entre la costa este de la isla Williams y sur de la isla Jorge y por los lados oeste y norte de la isla James. Tiene un largo total de 21 millas náuticas (38,9 km) y un ancho medio de 1,5 millas náuticas (2,8 km). 
Desde el océano hasta la confluencia con los canales Memory y Bynon corre en dirección SW-NE por 11 millas náuticas (20,4 km) para luego dirigirse por 10 millas náuticas (18,5 km) en dirección general este hasta unirse con el canal Ciriaco, esta última parte es limpia y profunda.

### Isla Teresa
Mapa de la isla
Emplazada al este de la isla Jorge y al sur de la isla Jesús. Mide 11 millas náuticas (20,4 km) de largo en dirección NW-SE por 5 millas náuticas (9,3 km) de ancho a 90°. En su parte norte hay un cerro de 944 metros de alto. Por su costado oeste corre el canal Ciriaco y por el lado este el canal Pérez Sur. Por su lado norte hay un paso muy profundo que la separa de la isla Jesús.

### Canal Pérez Sur
Mapa del canal
Es la continuación hacia el sur del canal Baeza. Su orientación general es NW-SE dirección en la que se extiende por aproximadamente 35 millas (56,3 km). El canal comienza a la cuadra del extremo NW de la isla Mercedes y termina donde se une al canal Moraleda, a la altura de la parte sur de la isla Tránsito. El canal tiene sólo un sector de cuidado para la navegación, es el que queda entre la isla Gertrudis y la isla Cuptana, el resto es amplio y limpio sin mayores obstáculos. El canal Temuán que se abre por su lado este lo conecta con el canal Moraleda.

### Isla Cuptana
Mapa de la isla
Ubicada en la parte norte del archipiélago de los Chonos. Es de forma rectangular. Su eje N-S tiene 13 millas (20,9 km) y el E-W una media de 8 millas (12,9 km). Sus coordenadas de referencia son 44°38′S 73°44′O / -44.633, -73.733. 
Por el lado este corre el canal Moraleda y por el oeste el canal Pérez Sur. Por el norte hay un canal estrecho y sin nombre y por el sur el canal Temuán.
En la parte central de la isla se eleva el cerro Cuptana de 1.680 metros de alto, característico porque su cumbre está siempre cubierta de nieve.
En su costa oriental se abre el estero y puerto Cuptana.

### Isla Tránsito
Mapa de la isla
De porte regular y ubicada en la zona norte del archipiélago de los Chonos. Sus coordenadas de referencia son 44°47′S 73°40′O / -44.783, -73.667. Mide 7 millas (11,3 km) de norte a sur y 5 millas (8 km) en el eje este-oeste.
Por su lado norte corre el canal Temuán, por el este y sur las aguas del canal Moraleda y por su lado oeste el canal Pérez Sur.
En el centro de la isla se eleva el cerro La Mesa de 450 metros de altura y al NW de este otro cerro de 883 metros. 
Al medio de la costa oriental se abre el puerto Francés y en las parte SW el puerto Español.

### Puerto Francés
Mapa del puerto
Situado sobre la costa este de la isla Tránsito. Su entrada es de cuidado pues está obstruida por el norte por el islote Cayo Blanco, señalizado por un faro automático y por el lado sur por la roca Janequeo.
El fondeadero recomendado está cerca de tierra. El fondo es de piedra recubiertas con arena y fango.

## Descripción sector sur

### Canal Ninualac
Mapa del canal
Es uno de los canales transversales del archipiélago de los Chonos. Fluye entre la costa sur de las islas James y Teresa y el lado norte de las islas Kent, Melchor y Tangbac. Su entrada oeste se encuentra entre las islas Kent y James y la entrada este entre las isla Teresa y Tangbac. Tiene 30 millas (48,3 km) de largo en dirección WSW-ENE y un ancho variable de 1 milla náutica (1,9 km) y 1,5 millas náuticas (2,8 km). Une las aguas del canal Moraleda con las del océano Pacífico. Las coordenadas de salida al océano son 45°02′S 74°25′O / -45.033, -74.417.
La corriente de marea tira con una intensidad de 0,7 nudos en cuadratura y 3 a 4 nudos en sicigias. El régimen de las mareas es prácticamente igual al de la isla Guamblín.

### Isla Inchemó
Mapa de la isla
Situada en el océano Pacífico en el sector oeste de la bahía Anna Pink. Mide 1,5 millas náuticas (2,8 km) de largo en dirección N-S por 1 milla náutica (1,9 km) de mayor ancho. Su altura media es de 137 metros. En su costa este hay un pequeño fondeadero en 27 a 31 metros de agua apto para naves de porte moderado. En su extremo SE hay instalado un faro automático.

### Bahía Anna Pink
Mapa de la bahía
Formada por el grupo de las islas Inchín y Clemente por el norte, la Boca Wickham por el este, la costa NW de la península de Taitao por el sur y la isla Inchemó y el océano Pacífico por el oeste. Mide 13 millas náuticas (24,1 km) entre la isla Inchemó y la entrada de la boca Wickham y  5 millas náuticas (9,3 km) en sentido N-S. En su saco hay varios islas pequeñas e islotes debidamente señalizados y por los que pasa el track recomendado. 
En la costa sur se encuentran la caleta Patch y puerto Refugio.

### Isla Tenquehuén
Mapa de la isla
Situada en el océano Pacífico entre las islas Puyo por el norte, la isla Clemente por el este, el grupo de islas Inchin por el sur y la isla Menchuán por su lado oeste. Mide 9 millas náuticas (16,7 km) de largo en dirección NW-SE por 2,5 millas náuticas (4,6 km) de través. Es montañosa y acantilada. En el sector SW tiene dos cumbres, una de 695 metros y la otra de 692. Hay abundante pesca y agua en el interior de un estero. Entre su costado este y la isla Clemente corre el canal Antonio y entre su costa sur y las islas Inchin el canal Prorromant.

### Bahía Darwin
Mapa de la bahía
Localizada en el océano Pacífico y formada por el norte por las islas Vallenar y la isla Isquiliac, por el este la entrada del canal Darwin y la isla Garrido, por el sur las islas Clemente y Puyo y por el oeste el océano. Mide 12 millas náuticas (22,2 km) de N-S y 12 millas náuticas (22,2 km) de E-W.

### Isla Dring
Mapa de la isla
Ubicada inmediatamente al sur de la isla Kent, al oeste de la isla Victoria y al norte de la isla Isquiliac. Mide 10 millas náuticas (18,5 km) en sentido N-S por 8 millas náuticas (14,8 km) a 90°. Es alta y montañosa. En su costa sur se abre el estero Bután de 7 millas náuticas (13,0 km) en dirección norte. En su sector oeste hay un cerro de 686 metros de alto.

### Isla Isquiliac
Mapa de la isla
Emplazada al SW de la isla Dring forma la ribera norte de la entrada oeste del canal Darwin. Mide 12 millas náuticas (22,2 km) en dirección WNW-ESE por 5 millas náuticas (9,3 km) a 90°. En su sector NW se alza el monte Isquiliac de 975 metros de alto. En el sector NE hay un cerro de 808 metros y en el sector sur un cerro de 762 metros y otro de 555 metros de altura.

### Canal Darwin
Mapa del canal
Considerada la mejor ruta de navegación para unir el canal Moraleda con el océano Pacífico porque está exento de peligros y su navegación es fácil para naves hasta de porte moderado. Además ofrece buenos fondeaderos en su curso. Corre entre las islas Isquiliac, Italia, Palumbo y Quemada por el norte y las islas Garrido, Rivero y Luz por el sur. Su salida al océano es en la parte norte de la bahía Darwin en coordenadas 45°23′S 74°25′O / -45.383, -74.417.
Mide de E a W unas 34 millas (54,7 km) de largo por un ancho medio de 3 millas (4,8 km). En algunas partes de su curso se experimentan corrientes de hasta 3,5 nudos de intensidad. Los principales surgideros son la rada Vallenar, puerto Yates, puerto Italiano y puerto Lagunas.

### Isla Garrido
Mapa de la isla
Situada al sur de la isla Isquiliac y en la entrada sur del canal Darwin. Mide 10 millas náuticas (18,5 km) en dirección N-S por 3 millas náuticas (5,6 km) de ancho a 90°. Alta y su costa es acantilada. En el sector norte hay un cerro de 686 metros de alto. Por su lado este corre el canal Williams que la separa de la isla Rivero.

### Isla Clemente
Mapa de la isla
Ubicada al SW de la isla Garrido y al E de la isla Tenquehuén . Mide 12 millas (19,3 km) en su eje NW-SE por unas 5 millas (8 km) en su eje a 90°. Sus coordenadas de referencia son 45°42′S 74°36′O / -45.700, -74.600.
Un canal sin nombre la separa por el norte de la isla Garrido. Por el lado este corre el canal Williams, por el lado sur se abre a las aguas de la boca Wickham y por el lado oeste corre el canal Antonio. Es alta y escarpada. En el norte hay un cerro de 891 metros de altura. En el lado NW se eleva un cerro de 968 metros y en la parte SW se encuentra el monte Haddington de 982 metros de alto.
En su costa sur se abre el estero Clemente que tiene un largo de 3 millas (4,8 km) y en cuyo fondo se encuentra puerto Millabú.

### Isla Rivero
Mapa de la isla
Situada al sur de la isla Isquiliac y al sur del canal Darwin, al este de la isla Garrido. Por su lado norte corre el canal Darwin, por el lado oriental el canal Utarupa, por el sur el canal Pulluche y por el oeste el canal Williams. Mide 21 millas (33,8 km) de N-S y 12 millas (19,3 km) de ancho medio en su eje a 90°. Sus coordenadas de referencia son 45°35′S 74°20′O / -45.583, -74.333.
Es montañosa. Presenta cinco cerros en su parte occidental con alturas que varían desde los 579 metros hasta uno de 884 metros de alto. En su lado oriental tiene un cerro de 579 metros.
En su costa NW se encuentra puerto Yates y en su costa oriental, en el sector norte, los esteros Dublé Norte y Dublé Sur, en este último se abre puerto Aurora. Por esta misma costa se tiene puerto Condell y casi en su extremo SE se encuentra el bello estero Balladares.

### Boca Wickham
Mapa de la boca
Está formada por el lado sur de las islas Clemente y Guerrero y la costa norte de la península de Taitao. Abarca desde el extremo este de la bahía Anna Pink hasta la entrada sur del canal Pulluche. Mide 8 millas náuticas (14,8 km) de WNW a ESE por 2 millas náuticas (3,7 km) de ancho medio al través. En su costa norte desemboca el canal Williams.

### Canal Pulluche
Mapa del canal
Canal transversal del archipiélago de los Chonos que corre entre las islas Guerrero y Rivero por el norte y las islas Prieto y Salas por el sur. Une los canales Utarupa y Chacabuco con la boca Wickham. Las coordenadas de su punto de referencia son 45°44.8′S 74°21.5′O / -45.7467, -74.3583.
Su largo es de aproximadamente 15 millas (24,1 km) con un ancho no superior a 1 milla (1,6 km). Es limpio en todo su recorrido. Presenta dos buenos surgideros, uno en el estero Balladares y el otro en la boca del estero Lyng.

### Canal Utarupa
Canal longitudinal que fluye entre la isla Rivero por el oeste y la isla Matilde y el grupo Blanco por el este. Une los canales Darwin y Pulluche. 
Su parte norte tiene una orientación NNW-SSE y 11 millas náuticas (20,4 km) de largo; su parte centro y sur, una orientación NNE-SSW y 7 millas náuticas (13,0 km) de largo. El ancho medio es de 1,5 millas náuticas (2,8 km) a 1 milla náutica (1,9 km).

### Isla Melchor
Mapa de la isla
Ubicada en la parte central del archipiélago. Por su lado norte el canal Ninualac la separa de las islas James y Teresa, por el este corre el canal Moraleda y por su lado sur el canal Carrera del Chivato la separa de la isla Victoria. Mide 22 millas (35,4 km) en su eje E-W y 16 millas (25,7 km) en el eje N-S. Sus coordenadas de referencia son 45°10′S 74°00′O / -45.167, -74.000.
Sus costas son muy quebradas, especialmente la parte SW en la que hay dos esteros profundos. Sobre la costa oriental se encuentran puerto Atracadero y puerto Lagunas. En el sector NW hay un cerro de 891 metros, otro de 931 metros y un tercero de 880 metros de alto. En la parte sur hay una altura de 1.127 metros y otra de 934 metros.
En su costa norte los compases experimentan perturbaciones magnéticas.

### Isla Victoria
Mapa de la isla
Situada en la parte central del archipiélago de los Chonos, mide 18 millas (29,0 km) en su eje NW-SE por 7 millas (11,3 km) de ancho medio en su eje a 90°. Por su lado norte corre el canal Carrera del Chivato que la separa de la isla Melchor. Por el este corren las aguas del canal Moraleda. Por el lado sur un canal muy angosto llamado Carrera del Cuchi y por el oeste intrincados canales y pasos sin nombre. Sus coordenadas de referencia son 45°18′S 74°00′O / -45.300, -74.000.
En su lado NW tiene un cerro de 503 metros de alto y otro de 268 metros. En su lado este hay un cerro de 759 metros de altura.

### Puerto Lagunas
Situado en la costa oeste del canal Moraleda, entre el extremo SE de la isla Melchor y los islotes y rocas del extremo N de la isla Castillo. Rodeado de bosques impenetrables es por su extensión y facilidad de acceso uno de los mejores puertos del archipiélago. 
El fondeadero varía entre los 20 y 40 metros de profundidad con fondo de arena. Abrigado de los vientos reinantes, excepto de los del E y S. En su costa norte se encuentra la pequeña caleta Sepulcro.

### Isla Luz
Mapa de la isla
Ubicada en el sector sureste del archipiélago de los Chonos. Mide 9 millas (14,5 km) en el eje N-S y 12 millas (19,3 km) en eje E-W. Por su lado norte corre el canal Darwin, por el este el canal Errázuriz, por el sur el canal Vicuña y por el oeste una serie de pasos sin nombre que la separan de las aguas del canal Utarupa. Sus coordenadas de referencia son 45°29′S 73°58′O / -45.483, -73.967. 
Es montañosa. En su extremo NW se alza el monte Vesubio de 731 metros. En su lado noreste hay otro cerro de 704 metros de altura. Sus costas son acantiladas con varios esteros. En su ribera norte se encuentra el faro automático Isla Luz.

### Isla Humos
Mapa de la isla
Situada al sur de la isla Luz. Mide 12 millas náuticas (22,2 km) en dirección N-S por 8 millas náuticas (14,8 km) de través. Por su lado norte corre el canal Vicuña, por el este el canal Errázuriz que la separa de la isla Traiguén, por el sur el canal Chacabuco que la separa de la isla Fitz Roy y por el oeste el canal Utarupa. En su extremo norte se encuentra puerto Harchy.

### Canal Chacabuco
Mapa del canal
Fluye entre los islotes Lucía y Oelckers y la isla Humos por su ribera norte y las islas Salas, Canquenes, Fitz Roy, Piuco y Mac-Pherson por su costado sur. Tiene un largo de 20 millas náuticas (37,0 km) en dirección general W-E y un ancho variable entre 0,5 millas náuticas (0,9 km) y 0,75 millas náuticas (1,4 km). En su unión con el canal Utarupa la corriente vaciante tira contra los islotes Oelckers, Lucía y Medio Canal
Es la continuación hacia el este del canal Pulluche uniéndolo con el canal Costa mediante el paso Tres Cruces. Por su ribera norte desemboca el canal Errázuriz.

### Isla Fitz Roy
Mapa de la isla
Emplazada al sur de la isla Humos de la que la separa el canal Chacabuco. Mide 12 millas náuticas (22,2 km) en dirección N-S por 9,5 millas náuticas (17,6 km) a 90°. Su costa oeste es acantilada y endentada. Por su costado este corre el estero Barros Arana y por el suroeste el canal Carrera del Diablo.  
En su extremo NW se encuentra una baliza ciega de 4 metros de alto.

### Isla Salas
Mapa de la isla
Emplazada al SE de la isla Rivero y al norte de la costa de la península de Taitao. Mide 7 millas náuticas (13,0 km) en dirección N-S por 8,5 millas náuticas (15,7 km) a 90°. Por su lado norte corre el canal Pulluche, por el este el estero Canquenes, por el sur el canal Alejandro que la separa de la península de Taitao y por el oeste los canales Pulluche y Falso Pulluche. 
Es montañosa y alta. En su sector norte hay un cerro de 875 metros de alto y en su centro otro de 704 metros.

### Isla Traiguén
Mapa de la isla
Emplazada al sur del paso Casma y al SE de la isla Mitahues que marca el extremo sur del canal Moraleda. Mide 21 millas náuticas (38,9 km) de N. a S. y un ancho medio de 8 millas náuticas (14,8 km) a 90°. Por su lado este corre el canal Costa que la separa del continente, por el sur la bahía San Ramón y la isla Rojas y por el oeste el canal Errázuriz.

### Canal Errázuriz
Mapa del canal
Se desliza entre la costa este de las islas Luz y Humos y la costa oeste de las islas Traiguén y Rojas. Mide 19 millas náuticas (35,2 km) de largo por un ancho medio de 2 millas náuticas (3,7 km). Une la parte oriental del canal Chacabuco con el canal Darwin. En su curso hay varias islas pequeñas e islotes. 
La corriente vaciante tira hacia el canal Moraleda y hacia el canal Utarupa mediante el canal Vicuña.

### Canal Costa
Mapa del canal
Fluye entre la costa continental y el lado este de las islas Traiguén y Figueroa. Corre en dirección N.S por 20 millas náuticas (37,0 km) y tiene 1 milla náutica (1,9 km) en su parte más angosta. La ruta recomendada para tomar el canal desde el canal Moraleda es el paso Casma. La isla Raimapu señala el término del canal y el inicio hacia el sur del estero Elefantes.